# Virginia Walker
Virginia Walker est une actrice américaine née à Boston, Massachusetts, le 31 juillet 1916, et morte à Los Angeles, Californie, le 23 décembre 1946.

## Biographie
Virginia Walker a été mariée avec William Hawks (en).

## Filmographie
- 1938 : L'Impossible Monsieur Bébé (Bringing Up Baby), de Howard Hawks : Alice Swallow
- 1945 : The Caribbean Mystery, de Robert D. Webb : Adelaide Marcel
- 1945 : Scandale à la cour (A Royal Scandal), d'Otto Preminger : dame d'honneur
- 1945 : Broadway en folie (Diamond Horseshoe), de George Seaton : Chorine
- 1945 : Nob Hill, de Henry Hathaway : Mrs. Van Buren